# Bullata
Bullata is een geslacht van weekdieren uit de klasse van de Gastropoda (slakken).

## Soorten
- Bullata analuciae de Souza & Coovert, 2001
- Bullata bullata (Born, 1778)
- Bullata guerrinii de Souza & Coovert, 2001
- Bullata largillieri (Kiener, 1841)
- Bullata lilacina (G. B. Sowerby II, 1846)
- Bullata matthewsi (Van Mol & Tursch, 1967)